# Haswell-Inseln
Der Haswell-Inseln sind eine Gruppe felsiger Inseln vor der Küste des ostantarktischen Königin-Marie-Lands. Sie liegen ab knapp 1,2 km vor dem Mabus Point und erstrecken sich seewärts über eine Länge von 2,2 km.
Die Mannschaft der Westbasis bei der Australasiatischen Antarktisexpedition (1911–1914) unter der Leitung des australischen Polarforschers Douglas Mawson entdeckte und kartierte sie. Sie benannte die Inseln als Rookery Islands nach der großen Brutkolonie von Kaiserpinguinen auf der Haswell-Insel, der größten Insel der Gruppe. Das Antarctic Names Committee of Australia nahm 1955 eine Umbenennung in Anlehnung an die Benennung dieser Insel vor. Deren Namensgeber ist der australische Zoologe William Aitcheson Haswell (1854–1925), der dem Beratergremium für die Australasiatische Antarktisexpedition angehört hatte.
Auf der Buromski-Insel gibt es seit 1960 den größten Friedhof der Antarktis, der heute als „Historische Stätte und Denkmal“ HSM-9 unter dem Schutz des Antarktisvertrags steht.